# Medical science liaison
Il Medical science liaison (MSL) è una figura professionale in ambito sanitario; esso è solitamente dipendente di aziende farmaceutiche, biotecnologiche e di dispositivi medici.
Egli costruisce relazioni professionali con i principali leader e influencer sanitari acquisendo la comprensione del mercato, della concorrenza e delle dinamiche delle aziende farmaceutiche, nonché coglie nuove opportunità di sviluppo scientifico per i prodotti aziendali ed interagisce attivamente con le società e le organizzazioni sanitarie nazionali e regionali.
Questa figura sanitaria fu creata dalla Upjohn nel 1967, successivamente si è diffusa in tutte le più grandi società che si occupano di farmaci e dispositivi medici.
Inizialmente la figura fu concepita dalla Upjohn come un "Servizio di istruzione" ovvero, l'MSL si occupa dell'avvio di studi sui farmaci sia in laboratorio che in clinica ed anche di sviluppo di workshop, simposi e seminari medici, società mediche, organizzazioni di specialità mediche ed istituzioni accademiche; sottolineando con argomenti medici gli aspetti legati al farmaco.